# فلیسیته دو ژو
فلیسیته دو ژو (انگلیسی: Félicité Du Jeu؛ زادهٔ ۱۹۵۳ میلادی) بازیگر اهل فرانسه است.
از فیلم‌ها یا برنامه‌های تلویزیونی که وی در آنها نقش داشته‌است می‌توان به عشق پاینده، کازینو رویال، مونیخ، مرگ بر روی نیل، پوآرو، شهر هالبی و یک سال خوب اشاره کرد.